# 1 Samodzielna Brygada Spadochronowa

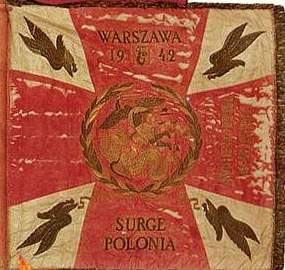
Banner der 1. Polnischen Fallschirmjägerbrigade

Die 1 Samodzielna Brygada Spadochronowa (deutsch 1. selbstständige Polnische Fallschirmjägerbrigade), (1st Polish Independent Parachute Brigade) war eine polnische Fallschirmjägerbrigade im Zweiten Weltkrieg. Sie wurde im September 1941 in Schottland aufgestellt und umfasste 2300 Soldaten. Sie war Teil der Polnischen Streitkräfte im Westen der polnischen Exilregierung. Die Brigade wurde von Generalmajor Stanisław Sosabowski kommandiert.

## Geschichte

### Schottland
Die Brigade wurde 1941 auf Antrag von Stanisław Sosabowski aufgestellt. 1942 kamen ehemalige Kriegsgefangene aus der Sowjetunion dazu. Sie hatten unter Führung von General Władysław Anders in Folge des Sikorski-Maiski-Abkommens die UdSSR verlassen können.

### Operation Market Garden
Nach verlustreichen Kämpfen in den Niederlanden vom 17. bis 27. September 1944, circa 25 % der Soldaten waren gefallen, wurde die Brigade nach England evakuiert. Wenigen Soldaten war die Überquerung des Niederrheins gelungen (Driel).

### Deutschland
Nach Kriegsende 1945 wurde sie nach Deutschland verlegt und bildete zusammen mit der 1. Polnischen Panzerdivision das 1. Polnische Korps, das bis 1947 das Emsland besetzte. 1947 wurde die Brigade aufgelöst, eine Vielzahl der Soldaten blieb im Exil und kehrte nicht in das kommunistische Polen zurück.

### Nachfolge
Die VI. Polnische Luft-Lande-Brigade übernahm am 31. Mai 2006 die Traditionen der 1. Polnischen Fallschirmjägerbrigade und erhielt den Namen ihres Kommandeurs im Zweiten Weltkrieg „Brigadegeneral Stanisław Franciszek Sosabowski“ und wurde für ihren Einsatz bei der Befreiung der Niederlande von Königin Beatrix mit dem Militär-Wilhelms-Orden ausgezeichnet.

## Sonstiges
Die Brigade spielt in den US-amerikanischen Spielfilmen „Der Adler ist gelandet“ und „Die Brücke von Arnheim“ eine Rolle.
Im niederländischen Driel nahe Arnhem erinnert ein Denkmal an den Einsatz der Brigade im Rahmen der Operation Market Garden. Die Errichtung des Denkmals geht auch auf die Initiative von Cora Baltussen zurück.
Im im Zweiten Weltkrieg angesiedelten Taktik-Shooter „Squad 44“ ist die Brigade eine der spielbaren Fraktionen auf der Karte „Driel“.